# Élections législatives de 1968 dans les Bouches-du-Rhône
Les élections législatives françaises de 1968 se déroulent les 23 et 30 juin 1968. Dans le département des Bouches-du-Rhône, onze députés sont à élire dans le cadre de onze circonscriptions.

## Élus
| Circonscription | Député sortant    | Parti | Parti       | Député élu ou réélu | Parti | Parti       |
| --------------- | ----------------- | ----- | ----------- | ------------------- | ----- | ----------- |
| 1re             | Bastien Leccia    |       | FGDS (CIR)  | Joseph Comiti       |       | UDR         |
| 2e              | Charles-Émile Loo |       | FGDS (SFIO) | Pierre Lucas        |       | UDR         |
| 3e              | Gaston Defferre   |       | FGDS (SFIO) | Gaston Defferre     |       | FGDS (SFIO) |
| 4e              | François Billoux  |       | PCF         | François Billoux    |       | PCF         |
| 5e              | Pierre Doize      |       | PCF         | Robert Gardeil      |       | RI          |
| 6e              | Edmond Garcin     |       | PCF         | Edmond Garcin       |       | PCF         |
| 7e              | Paul Cermolacce   |       | PCF         | Paul Cermolacce     |       | PCF         |
| 8e              | Jean Masse        |       | FGDS (SFIO) | Jean Masse          |       | FGDS (SFIO) |
| 9e              | Louis Philibert   |       | FGDS (SFIO) | Louis Philibert     |       | FGDS (SFIO) |
| 10e             | René Rieubon      |       | PCF         | René Rieubon        |       | PCF         |
| 11e             | Charles Privat    |       | FGDS (SFIO) | Charles Privat      |       | FGDS (SFIO) |

## Résultats

### Résultats à l'échelle du département
| Parti          | Parti                                           | Premier tour | Premier tour | Second tour | Second tour | Sièges |
| Parti          | Parti                                           | Voix         | %            | Voix        | %           | Sièges |
| -------------- | ----------------------------------------------- | ------------ | ------------ | ----------- | ----------- | ------ |
|                | Union pour la défense de la République          | 172 577      | 31,60        | 222 659     | 45,21       | 2      |
|                | Républicains indépendants                       | 20 393       | 3,73         | 20 011      | 4,06        | 1      |
|                | Divers droite (gaulliste)                       | 10 553       | 1,93         |             |             | 0      |
|                | Modérés                                         | 5 289        | 0,97         | 0           |             |        |
|                | Union des républicains de progrès               | 208 812      | 38,23        | 242 670     | 49,27       | 3      |
|                |                                                 |              |              |             |             |        |
|                | Section française de l'Internationale ouvrière  | 110 976      | 20,32        | 140 270     | 28,48       | 4      |
|                | Convention des institutions républicaines       | 5 416        | 0,99         | 12 248      | 2,49        | 0      |
|                | Parti radical                                   | 4 950        | 0,91         |             |             | 0      |
|                | Fédération de la gauche démocrate et socialiste | 121 342      | 22,22        | 152 518     | 30,97       | 4      |
|                |                                                 |              |              |             |             |        |
|                | Parti communiste français                       | 161 890      | 29,64        | 97 294      | 19,76       | 4      |
|                | Progrès et démocratie moderne                   | 24 448       | 4,48         | Retrait     | Retrait     | 0      |
|                | Parti socialiste unifié                         | 15 764       | 2,89         |             |             | 0      |
|                | Parti radical                                   | 4 331        | 0,79         | 0           |             |        |
|                | Centre national des indépendants et paysans     | 4 194        | 0,77         | 0           |             |        |
|                | Extrême droite                                  | 3 299        | 0,60         | 0           |             |        |
|                | Extrême gauche                                  | 2 130        | 0,39         | 0           |             |        |
|                |                                                 |              |              |             |             |        |
| Inscrits       | Inscrits                                        | 751 871      | 100,00       | 689 271     | 100,00      | 11     |
| Abstentions    | Abstentions                                     | 195 325      | 25,98        | 180 387     | 26,17       |        |
| Votants        | Votants                                         | 556 546      | 74,02        | 508 884     | 73,83       |        |
| Blancs et nuls | Blancs et nuls                                  | 10 336       | 1,86         | 16 402      | 3,22        |        |
| Exprimés       | Exprimés                                        | 546 210      | 98,14        | 492 482     | 96,78       |        |

### Résultats par circonscription

#### Première circonscription
| Candidat       | Candidat               | Parti          | Premier tour | Premier tour | Second tour | Second tour |  |
| Candidat       | Candidat               | Parti          | Voix         | %            | Voix        | %           |  |
| -------------- | ---------------------- | -------------- | ------------ | ------------ | ----------- | ----------- |  |
|                | Joseph Comiti élu      | UDR (URP)      | 15 295       | 47,63        | 19 469      | 61,38       |  |
|                | Bastien Leccia sortant | FGDS (CIR)     | 5 416        | 16,87        | 12 248      | 38,62       |  |
|                | Michel Liberman        | PCF            | 4 428        | 13,79        |             |             |  |
|                | Jean Roussel           | ARLP           | 3 046        | 9,49         |             |             |  |
|                | Jean Goudareau         | CD (PDM)       | 2 580        | 8,03         |             |             |  |
|                | Jean-François Coupier  | PSU            | 750          | 2,34         |             |             |  |
|                | Marcel Miane           | Rad            | 344          | 1,07         |             |             |  |
|                | Alain Verdet           | REL            | 253          | 0,79         |             |             |  |
|                |                        |                |              |              |             |             |  |
| Inscrits       | Inscrits               | Inscrits       | 48 417       | 100,00       | 48 412      | 100,00      |  |
| Abstentions    | Abstentions            | Abstentions    | 15 941       | 32,92        | 15 673      | 32,37       |  |
| Votants        | Votants                | Votants        | 32 476       | 67,08        | 32 739      | 67,63       |  |
| Blancs et nuls | Blancs et nuls         | Blancs et nuls | 364          | 1,12         | 1 022       | 3,12        |  |
| Exprimés       | Exprimés               | Exprimés       | 32 112       | 98,88        | 31 717      | 96,88       |  |

#### Deuxième circonscription
| Candidat       | Candidat                  | Parti                     | Premier tour | Premier tour | Second tour | Second tour |  |
| Candidat       | Candidat                  | Parti                     | Voix         | %            | Voix        | %           |  |
| -------------- | ------------------------- | ------------------------- | ------------ | ------------ | ----------- | ----------- |  |
|                | Pierre Lucas élu          | UDR (URP)                 | 19 889       | 34,94        | 30 444      | 54,2        |  |
|                | Charles-Émile Loo sortant | FGDS (SFIO)               | 11 288       | 19,83        | 25 723      | 45,8        |  |
|                | Georges Lazzarino         | PCF                       | 10 416       | 18,3         | Retrait     | Retrait     |  |
|                | Jean Chélini              | CD (PDM)                  | 9 902        | 17,4         | Retrait     | Retrait     |  |
|                | Daniel Matalon            | Extrême gauche            | 2 130        | 3,74         |             |             |  |
|                | Victor Marcantetti        | Divers droite (Gaulliste) | 1 698        | 2,98         |             |             |  |
|                | M. Aubert                 | PSU                       | 1 229        | 2,16         |             |             |  |
|                | Gérard Bartissol          | Rad                       | 365          | 0,64         |             |             |  |
|                |                           |                           |              |              |             |             |  |
| Inscrits       | Inscrits                  | Inscrits                  | 79 856       | 100,00       | 79 861      | 100,00      |  |
| Abstentions    | Abstentions               | Abstentions               | 22 274       | 27,89        | 22 051      | 27,61       |  |
| Votants        | Votants                   | Votants                   | 57 582       | 72,11        | 57 810      | 72,39       |  |
| Blancs et nuls | Blancs et nuls            | Blancs et nuls            | 665          | 1,15         | 1 643       | 2,84        |  |
| Exprimés       | Exprimés                  | Exprimés                  | 56 917       | 98,85        | 56 167      | 97,16       |  |

#### Troisième circonscription
| Candidat                            | Candidat                      | Parti                     | Premier tour | Premier tour | Second tour | Second tour |  |
| Candidat                            | Candidat                      | Parti                     | Voix         | %            | Voix        | %           |  |
| ----------------------------------- | ----------------------------- | ------------------------- | ------------ | ------------ | ----------- | ----------- |  |
|                                     | Félicien Grimaldi             | UDR (URP)                 | 16 101       | 41,09        | 19 201      | 49,47       |  |
|                                     | Gaston Defferre sortant réélu | FGDS (SFIO)               | 11 495       | 29,33        | 19 611      | 50,53       |  |
|                                     | Louis Calisti                 | PCF                       | 9 420        | 24,04        | Retrait     | Retrait     |  |
|                                     | Jean-Paul Bastide             | PSU                       | 1 178        | 3,01         |             |             |  |
|                                     | Denis Marcantetti             | Divers droite (Gaulliste) | 994          | 2,54         |             |             |  |
|                                     |                               |                           |              |              |             |             |  |
| Inscrits                            | Inscrits                      | Inscrits                  | 57 971       | 100,00       | 57 976      | 100,00      |  |
| Abstentions                         | Abstentions                   | Abstentions               | 17 972       | 31           | 17 997      | 31,04       |  |
| Votants                             | Votants                       | Votants                   | 39 999       | 69           | 39 979      | 68,96       |  |
| Blancs et nuls                      | Blancs et nuls                | Blancs et nuls            | 811          | 2,03         | 1 167       | 2,92        |  |
| Exprimés                            | Exprimés                      | Exprimés                  | 39 188       | 97,97        | 38 812      | 97,08       |  |
| Source : Données du CDSP et CEVIPOF |                               |                           |              |              |             |             |  |

#### Quatrième circonscription
|                | François Billoux sortant réélu | PCF                       | 22 390 | 50,55  |  |  |  |
|                | Henri Birri                    | Divers droite (Gaulliste) | 7 861  | 17,75  |  |  |  |
|                | Antoine Tafani                 | UDR (URP)                 | 7 210  | 16,28  |  |  |  |
|                | Lucien Moutet                  | FGDS (SFIO)               | 5 467  | 12,34  |  |  |  |
|                | André Nodin                    | PSU                       | 1 367  | 3,09   |  |  |  |
|                |                                |                           |        |        |  |  |  |
| Inscrits       | Inscrits                       | Inscrits                  | 62 590 | 100,00 |  |  |  |
| Abstentions    | Abstentions                    | Abstentions               | 17 533 | 28,01  |  |  |  |
| Votants        | Votants                        | Votants                   | 45 057 | 71,99  |  |  |  |
| Blancs et nuls | Blancs et nuls                 | Blancs et nuls            | 762    | 1,69   |  |  |  |
| Exprimés       | Exprimés                       | Exprimés                  | 44 295 | 98,31  |  |  |  |

#### Cinquième circonscription
| Candidat       | Candidat             | Parti          | Premier tour | Premier tour | Second tour | Second tour |  |
| Candidat       | Candidat             | Parti          | Voix         | %            | Voix        | %           |  |
| -------------- | -------------------- | -------------- | ------------ | ------------ | ----------- | ----------- |  |
|                | Robert Gardeil élu   | RI (URP)       | 14 466       | 37,11        | 20 011      | 53,3        |  |
|                | Pierre Doize sortant | PCF            | 11 427       | 29,32        | 17 535      | 46,7        |  |
|                | Robert Vigouroux     | FGDS (SFIO)    | 7 338        | 18,83        | Retrait     | Retrait     |  |
|                | Jean Chiappe         | CNIP           | 4 194        | 10,76        |             |             |  |
|                | André Astier         | PSU            | 1 118        | 2,87         |             |             |  |
|                | Achille Galli        | Rad            | 437          | 1,12         |             |             |  |
|                |                      |                |              |              |             |             |  |
| Inscrits       | Inscrits             | Inscrits       | 55 891       | 100,00       | 55 891      | 100,00      |  |
| Abstentions    | Abstentions          | Abstentions    | 16 373       | 29,29        | 16 794      | 30,05       |  |
| Votants        | Votants              | Votants        | 39 518       | 70,71        | 39 097      | 69,95       |  |
| Blancs et nuls | Blancs et nuls       | Blancs et nuls | 538          | 1,36         | 1 551       | 3,97        |  |
| Exprimés       | Exprimés             | Exprimés       | 38 980       | 98,64        | 37 546      | 96,03       |  |

#### Sixième circonscription
| Candidat       | Candidat                    | Parti          | Premier tour | Premier tour | Second tour | Second tour |  |
| Candidat       | Candidat                    | Parti          | Voix         | %            | Voix        | %           |  |
| -------------- | --------------------------- | -------------- | ------------ | ------------ | ----------- | ----------- |  |
|                | Edmond Garcin sortant réélu | PCF            | 19 130       | 41,08        | 23 836      | 53,32       |  |
|                | Félix Hermouet              | UDR (URP)      | 10 835       | 23,27        | 20 867      | 46,68       |  |
|                | Jean Graille                | FGDS (SFIO)    | 9 497        | 20,39        | Retrait     | Retrait     |  |
|                | Raoul Legier                | RI             | 5 927        | 12,73        |             |             |  |
|                | Jean David                  | PSU            | 1 178        | 2,53         |             |             |  |
|                |                             |                |              |              |             |             |  |
| Inscrits       | Inscrits                    | Inscrits       | 61 278       | 100,00       | 61 278      | 100,00      |  |
| Abstentions    | Abstentions                 | Abstentions    | 13 842       | 22,59        | 14 796      | 24,15       |  |
| Votants        | Votants                     | Votants        | 47 436       | 77,41        | 46 482      | 75,85       |  |
| Blancs et nuls | Blancs et nuls              | Blancs et nuls | 869          | 1,83         | 1 779       | 3,83        |  |
| Exprimés       | Exprimés                    | Exprimés       | 46 567       | 98,17        | 44 703      | 96,17       |  |

#### Septième circonscription
| Candidat       | Candidat                      | Parti          | Premier tour | Premier tour | Second tour | Second tour |  |
| Candidat       | Candidat                      | Parti          | Voix         | %            | Voix        | %           |  |
| -------------- | ----------------------------- | -------------- | ------------ | ------------ | ----------- | ----------- |  |
|                | Paul Cermolacce sortant réélu | PCF            | 13 402       | 38,01        | 17 313      | 52,05       |  |
|                | Donat Tafani                  | UDR (URP)      | 12 116       | 34,36        | 15 951      | 47,95       |  |
|                | Marcel Paoli                  | FGDS (Radical) | 4 950        | 14,04        |             |             |  |
|                | Pierre Beteille               | CD (PDM)       | 3 769        | 10,69        |             |             |  |
|                | Georges Jeuland               | PSU            | 1 026        | 2,91         |             |             |  |
|                |                               |                |              |              |             |             |  |
| Inscrits       | Inscrits                      | Inscrits       | 51 530       | 100,00       | 51 531      | 100,00      |  |
| Abstentions    | Abstentions                   | Abstentions    | 15 777       | 30,62        | 17 034      | 33,06       |  |
| Votants        | Votants                       | Votants        | 35 753       | 69,38        | 34 497      | 66,94       |  |
| Blancs et nuls | Blancs et nuls                | Blancs et nuls | 490          | 1,37         | 1 233       | 3,57        |  |
| Exprimés       | Exprimés                      | Exprimés       | 35 263       | 98,63        | 33 264      | 96,43       |  |

#### Huitième circonscription
| Candidat       | Candidat                 | Parti          | Premier tour | Premier tour | Second tour | Second tour |  |
| Candidat       | Candidat                 | Parti          | Voix         | %            | Voix        | %           |  |
| -------------- | ------------------------ | -------------- | ------------ | ------------ | ----------- | ----------- |  |
|                | Maurice Bertrand         | UDR (URP)      | 23 862       | 42,27        | 26 661      | 47,28       |  |
|                | Jean Masse sortant réélu | FGDS (SFIO)    | 17 095       | 30,28        | 29 726      | 52,72       |  |
|                | Marcel Tassy             | PCF            | 13 804       | 24,45        | Retrait     | Retrait     |  |
|                | Gilbert Raffin           | PSU            | 1 691        | 3            |             |             |  |
|                |                          |                |              |              |             |             |  |
| Inscrits       | Inscrits                 | Inscrits       | 77 928       | 100,00       | 77 938      | 100,00      |  |
| Abstentions    | Abstentions              | Abstentions    | 20 127       | 25,83        | 20 314      | 26,06       |  |
| Votants        | Votants                  | Votants        | 57 801       | 74,17        | 57 624      | 73,94       |  |
| Blancs et nuls | Blancs et nuls           | Blancs et nuls | 1 349        | 2,33         | 1 237       | 2,15        |  |
| Exprimés       | Exprimés                 | Exprimés       | 56 452       | 97,67        | 56 387      | 97,85       |  |

#### Neuvième circonscription (Aix-en-Provence)
| Candidat       | Candidat                      | Parti          | Premier tour | Premier tour | Second tour | Second tour |  |
| Candidat       | Candidat                      | Parti          | Voix         | %            | Voix        | %           |  |
| -------------- | ----------------------------- | -------------- | ------------ | ------------ | ----------- | ----------- |  |
|                | René Hostache                 | UDR (URP)      | 17 777       | 28,98        | 28 922      | 46,78       |  |
|                | Louis Philibert sortant réélu | FGDS (SFIO)    | 17 717       | 28,88        | 32 903      | 53,22       |  |
|                | Gilbert Collomb               | PCF            | 10 347       | 16,87        | Retrait     | Retrait     |  |
|                | Pierre Pascal                 | CD (PDM)       | 8 197        | 13,36        | Retrait     | Retrait     |  |
|                | Jean-Maurice Demarquet        | Modérés        | 5 289        | 8,62         |             |             |  |
|                | Michel Lecointe               | PSU            | 2 010        | 3,28         |             |             |  |
|                |                               |                |              |              |             |             |  |
| Inscrits       | Inscrits                      | Inscrits       | 79 882       | 100,00       | 79 858      | 100,00      |  |
| Abstentions    | Abstentions                   | Abstentions    | 17 623       | 22,06        | 16 195      | 20,28       |  |
| Votants        | Votants                       | Votants        | 62 259       | 77,94        | 63 663      | 79,72       |  |
| Blancs et nuls | Blancs et nuls                | Blancs et nuls | 922          | 1,48         | 1 838       | 2,89        |  |
| Exprimés       | Exprimés                      | Exprimés       | 61 337       | 98,52        | 61 825      | 97,11       |  |

#### Dixième circonscription (Salon-de-Provence)
| Candidat       | Candidat                   | Parti          | Premier tour | Premier tour | Second tour | Second tour |  |
| Candidat       | Candidat                   | Parti          | Voix         | %            | Voix        | %           |  |
| -------------- | -------------------------- | -------------- | ------------ | ------------ | ----------- | ----------- |  |
|                | René Rieubon sortant réélu | PCF            | 30 039       | 39,02        | 38 610      | 51,57       |  |
|                | Pierre Tristani            | UDR (URP)      | 28 822       | 37,44        | 36 259      | 48,43       |  |
|                | Pierre Matraja             | FGDS (SFIO)    | 12 375       | 16,07        | Retrait     | Retrait     |  |
|                | Auguste Tourrenc           | Rad            | 3 185        | 4,14         |             |             |  |
|                | Jean-Claude Colson         | PSU            | 2 567        | 3,33         |             |             |  |
|                |                            |                |              |              |             |             |  |
| Inscrits       | Inscrits                   | Inscrits       | 102 665      | 100,00       | 102 661     | 100,00      |  |
| Abstentions    | Abstentions                | Abstentions    | 23 671       | 23,06        | 24 542      | 23,91       |  |
| Votants        | Votants                    | Votants        | 78 994       | 76,94        | 78 119      | 76,09       |  |
| Blancs et nuls | Blancs et nuls             | Blancs et nuls | 2 006        | 2,54         | 3 250       | 4,16        |  |
| Exprimés       | Exprimés                   | Exprimés       | 76 988       | 97,46        | 74 869      | 95,84       |  |

#### Onzième circonscription (Arles)
| Candidat       | Candidat                     | Parti          | Premier tour | Premier tour | Second tour | Second tour |  |
| Candidat       | Candidat                     | Parti          | Voix         | %            | Voix        | %           |  |
| -------------- | ---------------------------- | -------------- | ------------ | ------------ | ----------- | ----------- |  |
|                | Marie-Madeleine Fourcade     | UDR (URP)      | 20 670       | 35,57        | 24 885      | 43,51       |  |
|                | Charles Privat sortant réélu | FGDS (SFIO)    | 18 704       | 32,19        | 32 307      | 56,49       |  |
|                | Vincent Porelli              | PCF            | 17 087       | 29,4         | Retrait     | Retrait     |  |
|                | Antoine Ripert               | PSU            | 1 650        | 2,84         |             |             |  |
|                |                              |                |              |              |             |             |  |
| Inscrits       | Inscrits                     | Inscrits       | 73 863       | 100,00       | 73 865      | 100,00      |  |
| Abstentions    | Abstentions                  | Abstentions    | 14 192       | 19,21        | 14 991      | 20,3        |  |
| Votants        | Votants                      | Votants        | 59 671       | 80,79        | 58 874      | 79,7        |  |
| Blancs et nuls | Blancs et nuls               | Blancs et nuls | 1 560        | 2,61         | 1 682       | 2,86        |  |
| Exprimés       | Exprimés                     | Exprimés       | 58 111       | 97,39        | 57 192      | 97,14       |  |